# Adenophlebia burgeoni
Adenophlebia burgeoni is een haft uit de familie Leptophlebiidae. De wetenschappelijke naam van de soort is voor het eerst geldig gepubliceerd in 1929 door Navás.
De soort komt voor in het Afrotropisch gebied.